# ひろえ純
ひろえ 純（ひろえ じゅん、1967年5月5日 - ）は、日本（福岡県豊前市出身）の歌手。本名は筒井 浩永。
元夫は元アイドルで俳優の新田純一。娘はグラビアアイドルの山口ゆう、山口ひかり。

## 作品

### シングル
- サイレント・ヴォイス / 一千万年銀河 （1986年9月5日発売・キングレコード K07S-10120[3]）
- COOL / せいいっぱいの微笑みを （1987年発売・キングレコード K07S-10163）
- WE NEED LOVE / 答えて欲しい （1987年発売・キングレコード K07S-10227）
- サイレント・ヴォイス / 一千万年銀河 （1988年発売・キングレコード）[CD版]
- サイレント・ヴォイス / 一千万年銀河 （1998年8月21日発売・キングレコード KIDA-2105）[CD復刻版]

### アルバム

#### オリジナルアルバム
- VOICE（1988年1月21日発売・キングレコード K32X225）

#### 参加アルバム
- GUNDAM SINGLES HISTORY （1987年2月21日発売・キングレコード K32X-7045[3]）
- GUNDAM SINGLES HISTORY （1998年8月21日発売・キングレコード KICA-2023）[復刻版]

### 楽曲タイアップ
- サイレント・ヴォイス
  - 機動戦士ガンダムΖΖ 後期オープニングテーマ
- 一千万年銀河
  - 機動戦士ガンダムΖΖ 後期エンディングテーマ
- COOL
  - OVA「重戦機エルガイムIII フルメタルソルジャー」挿入歌
- せいいっぱいの微笑みを
  - OVA「重戦機エルガイムIII フルメタルソルジャー」エンディングテーマ
- WE NEED LOVE
  - OVA「レリック・アーマー・レガシアム」エンディングテーマ
- 答えて欲しい
  - OVA「レリック・アーマー・レガシアム」挿入歌